# Adolf Raegener
Adolf Raegener (* 17. Februar 1895 in Kleinleinungen; † 17. August 1983 in Braunschweig) war ein deutscher Generalleutnant im Zweiten Weltkrieg.

## Leben
Im August 1914 trat er als Kriegsfreiwilliger der preußischen Armee bei und diente im Infanterie-Regiment Nr. 79. Ende 1915 erfolgte seine Außerdienststellung im Dienstgrad eines Leutnants der Reserve. Im März 1916 wurde er im Infanterie-Regiment Nr. 31 wieder aktiviert.
Mit der Bildung der Reichswehr wurde er in das 5. (Preußisches) Infanterie-Regiment übernommen und diente dort in unterschiedlichen Positionen, ab 1930 als Kompaniechef. 1935 wurde er Bataillonskommandeur im Infanterie-Regiment Nr. 67 und nahm in dieser Position am Überfall auf Polen teil. Es folgte 1940 die Bataillonskommandantur im Infanterie-Regiment Nr. 68 und die Kommandantur des Infanterie-Regiments 309. Das Regiment nahm unter seiner Führung am Westfeldzug teil. 1941 war er Kommandeur des Infanterie-Regiments 9. Im Dezember 1941 wurde er an der Ostfront schwer verwundet und verlor ein Bein. Er wurde in die Führerreserve versetzt und meldete sich 1944 freiwillig an der Front zurück. 1944/1945 war er Kommandeur der Fahnenjunker-Schule IX, erst in Hagenau dann in Randers. Er war auch Kommandeur im Verteidigungsbereich Warthe sowie vom 25. Januar bis 2. Februar 1945 Kampfkommandant der Festung Küstrin, die er an SS-Gruppenführer und Generalleutnant der Waffen-SS Heinz Reinefarth abgab. Vom 4. Februar 1945 bis zur baldigen Auflösung war er Kommandeur des Infanterie-Division Raegener. Mit der Heeresgruppe Weichsel nahm er am 16. April als Kommandeur der neu aufzustellenden Ausbildungs-Division 286 an der Schlacht um die Seelower Höhen teil.
Anschließend war er ab dem 13. März 1945 Kommandant des Verteidigungsbereiches Magdeburg. Im April 1945 weigerte sich Raegener Magdeburg den anrückenden alliierten Truppen zu übergeben. Kurt Dittmar (nach dem Scheitern der Verhandlungen ergab sich Dittmar den Amerikanern und gelangte in Kriegsgefangenschaft) hatte bereits Verhandlungen mit den Amerikaner geführt, ohne das Raegener Kenntnis darüber hatte. Nach Bombardement der Stadt rückten die amerikanischen Verbände an das westliche Ufer der Elbe vor. Raegener erhielt für das Halten der Stellung das Eichenlaub zum Ritterkreuz verliehen.
Ab Mai 1945 war er kurzzeitig bis zu seiner Gefangennahme durch die Alliierten Kommandeur der Korpsgruppe Raegener.

## Auszeichnungen (Auswahl)
- Eisernes Kreuz (1914) II. und I. Klasse[6]
- Ritterkreuz des Königlichen Hausordens von Hohenzollern mit Schwerten (1918)[6]
- Verwundetenabzeichen (1918) in Schwarz[6]
- Hanseatenkreuz Hamburg[6]
- Mecklenburgisches Militärverdienstkreuz II. Klasse[6]
- Spange zum Eisernen Kreuz II. und I. Klasse
- Ritterkreuz des Eisernen Kreuzes[7]
  - Ritterkreuz am 25. Juni 1940 als Oberstleutnant und Kommandeur des Infanterie-Regiments 309
  - Eichenlaub am 17. April 1945 (842. Verleihung)

## Werk
- Winterabschlußbesichtigung – Organisation und Durchführung in einem Infanterie-Bataillon. Verlag Offene Worte, Berlin 1938.